# Джигурты
Джугурты (чечен. ЖугӀурта) — село в Курчалоевском районе Чеченской Республики. Административный центр Джигуртинского сельского поселения.

## География
Село расположено на правом берегу реки Гумс, в 12 км к юго-востоку от районного центра — Курчалой и в 53 км к юго-востоку от города Грозный.
Ближайшие населённые пункты: на северо-востоке — сёла Бачи-Юрт и Центарой, на юго-востоке — село Гансолчу, на юге — сёла Ахкинчу-Борзой и Ялхой-Мохк, на юго-западе — село Хиди-Хутор и на северо-западе — село Майртуп.

## История
Названия села Джугурты образовалось от чечен. жагӏа ара тӏе — «гравийная поляна». В селе выделывались кинжалы и клинки. Благодаря чему, в XVIII-XIX веках, аул Джугурты стал одним из центров по производству холодного оружия на Восточном Кавказе.
Сохранилось массивное железное зубило-клеймо (длиной 16 см) XVIII века, принадлежавшее, по преданиям, знаменитому чеченскому оружейнику по имени Махмад (из Джугурты), которому оно досталось в наследство от предков-ремесленников. Это зубило использовалось для клеймирования только высококачественных образцов сабель, шашек и кинжалов.
В 1944 году после депортации чеченцев и ингушей, и упразднения Чечено-Ингушской АССР, село Джугурты было переименовано в Мулебки и заселёно выходцами из соседнего Дагестана.
После восстановления Чечено-Ингушской АССР, в 1958 году населённому пункту было возвращено его прежнее название — Джугурты.

## Население
| 1990  | 2002  | 2010  | 2012  | 2013  | 2014  | 2015  |
| ----- | ----- | ----- | ----- | ----- | ----- | ----- |
| 876   | ↗1752 | ↗1967 | ↗1991 | ↗2016 | ↗2051 | ↗2067 |
| 2016  | 2017  | 2018  | 2019  | 2020  | 2021  | 2023  |
| ↗2103 | ↗2139 | ↗2178 | ↗2218 | ↗2255 | ↘1886 | ↗1933 |
| 2024  |       |       |       |       |       |       |
| ↗1999 |       |       |       |       |       |       |

## Образование
- Джугуртинская муниципальная средняя общеобразовательная школа[22].

## Галерея

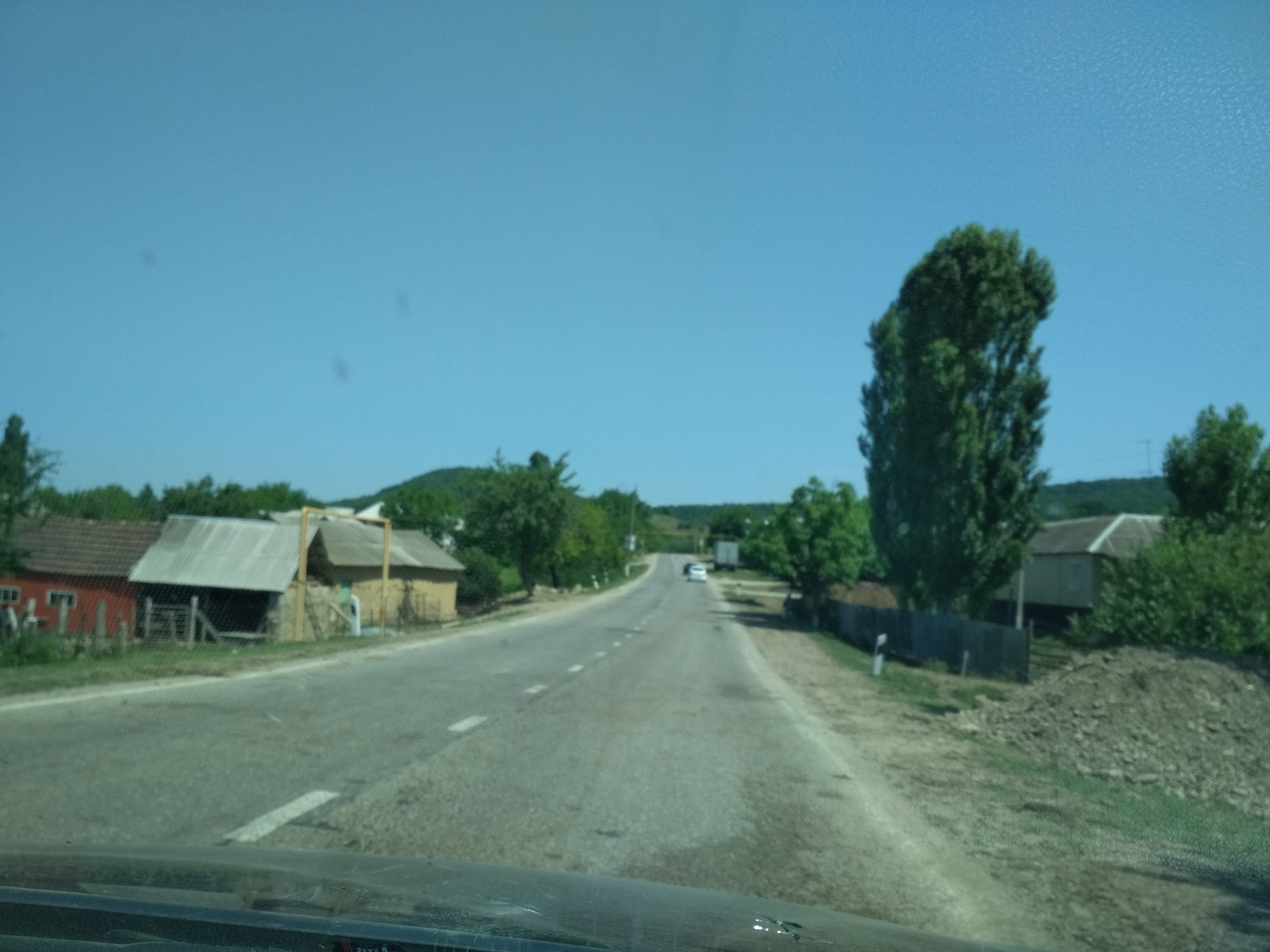
Джигурты
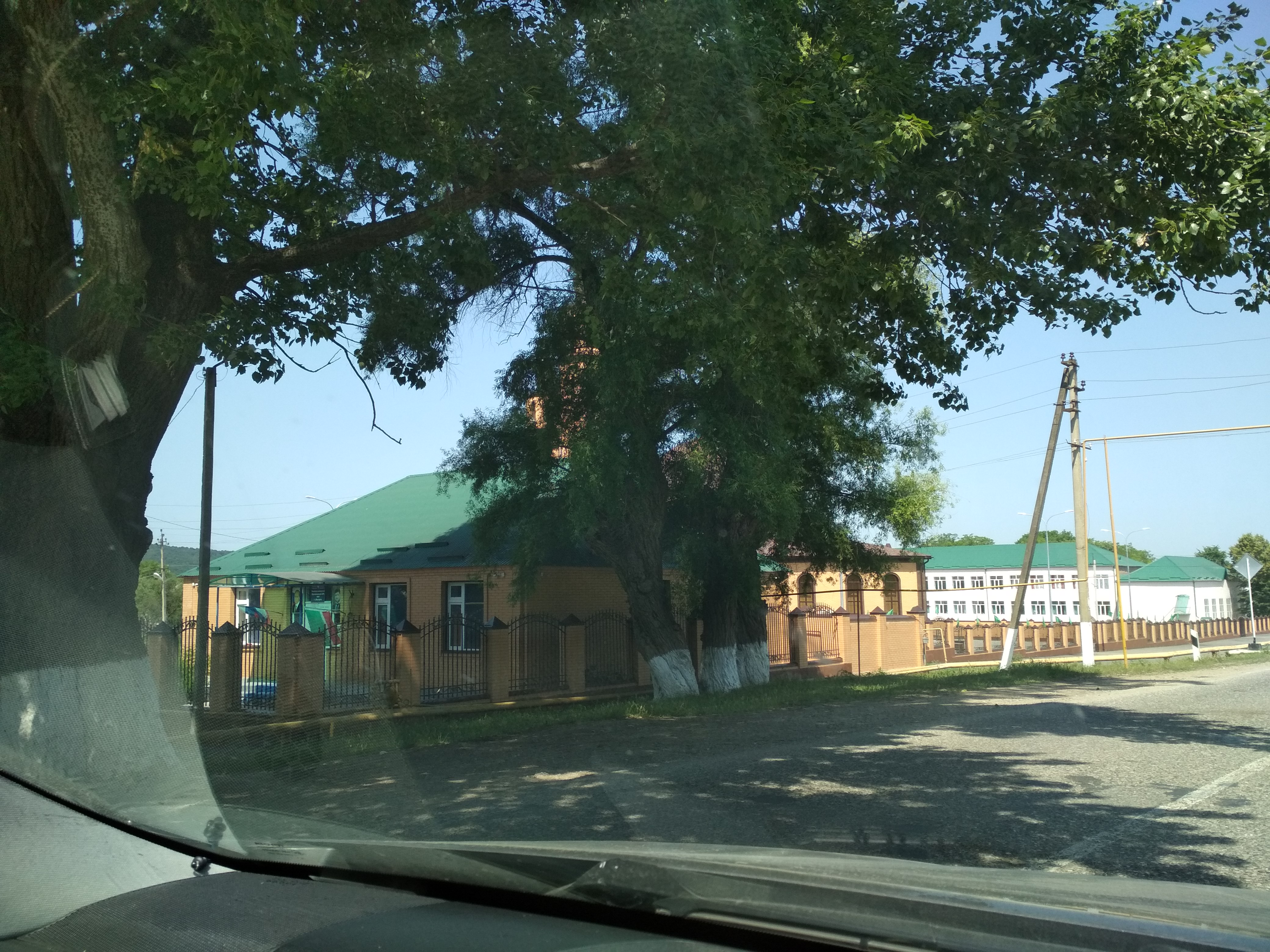
Школа и администрация
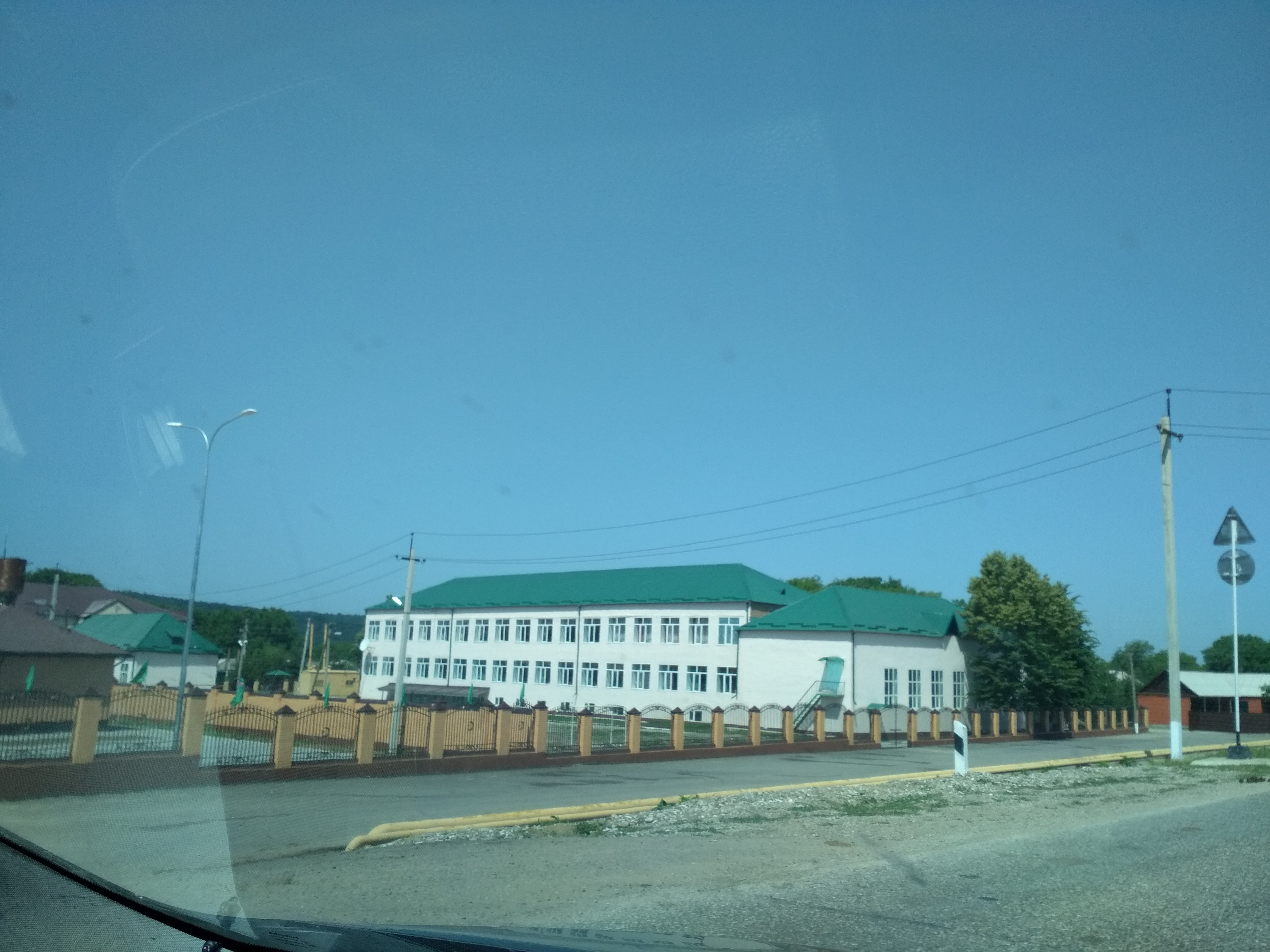
Школа
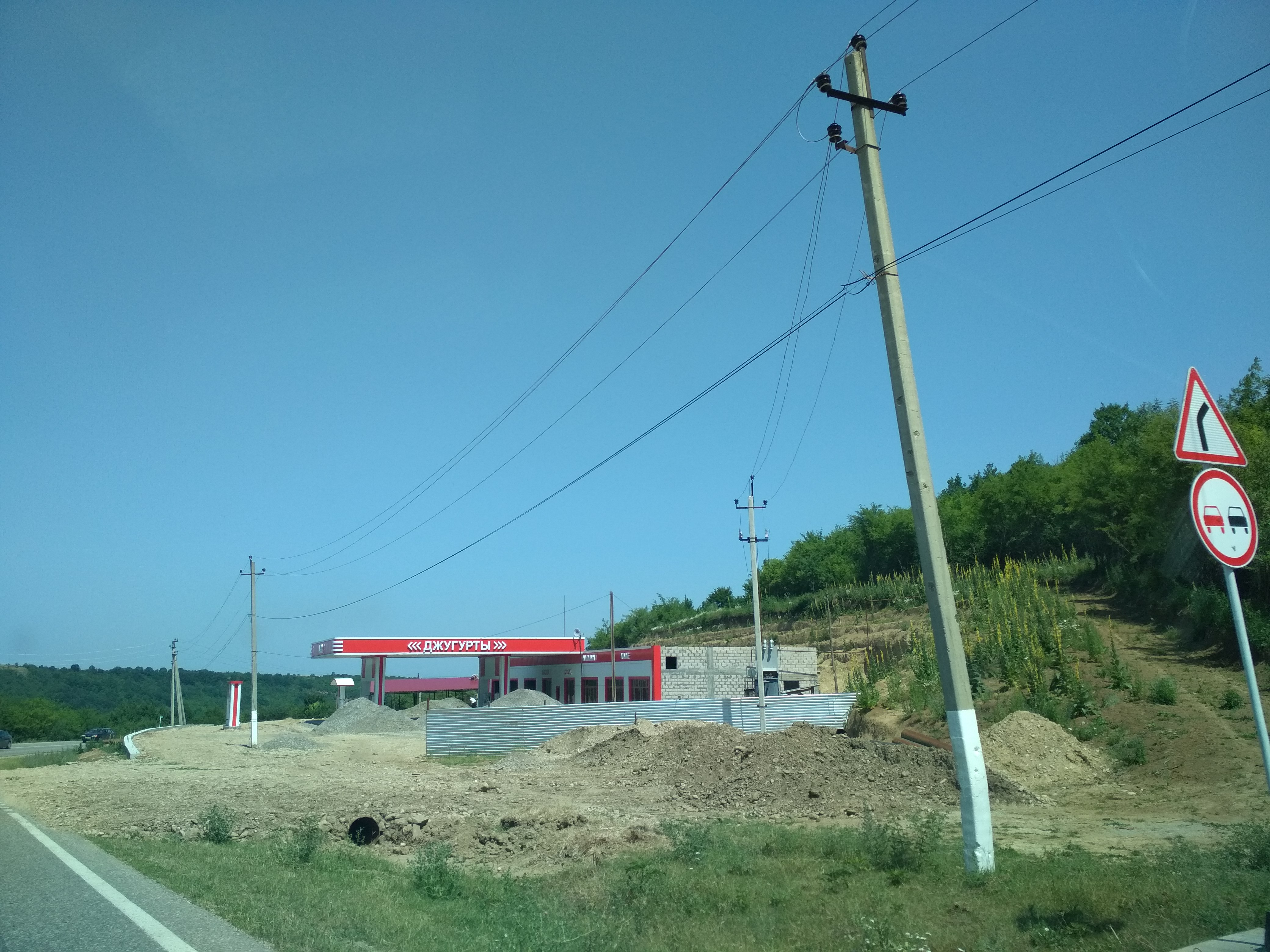
Заправка